# 1-es busz (Szombathely)
A szombathelyi 1-es viszonylatszámú autóbusz a Herény, Béke tér és a Bogát, Szoc. Otthon megállóhelyek között közlekedett 2016. február 1-ig. A vonalat az ÉNYKK üzemeltette. A járatok összehangoltan üzemeltek az 1A, 1C, 1U és a 21-es buszokkal.
A buszokra 1996 óta csak az első ajtón lehet felszállni.

## Közlekedése
Tanítási munkanapokon a reggeli és a délutáni csúcsidőben az 1A, 1C és a 21-es buszok helyettesítették. Hétvégén és tanszüneti munkanapokon 40 percenként járt.

## Valós idejű közösségi közlekedési információ
Az ÉNYKK honlapjának ezen a részén követhető, hogy éppen melyik busz merre jár.
Valós idejű közlekedés

## Járművek
A vonalon általában Credo BN 12 típusú autóbuszok közlekedtek de néha előfordult Ikarus 263 típusú autóbusz is. A Herényi virágút ideje alatt, a megnövekedett utasszám miatt, csuklósbuszok közlekedtek.

## Útvonala
| Herény felé: | Bogát felé: |
| --- | --- |
| - Bogát, Szoc. Otthon - Bogáti út - Bogáti fasor - Rumi Külső út - Ifjúság utca - Rumi út - Bükkfa utca - Rumi út - Szent Gellért utca - Károly Róbert utca - Szent Flórián körút - II. Rákóczi Ferenc utca - Thököly Imre utca - Szent Márton utca - Vörösmarty Mihály utca - Széll Kálmán utca - Vasútállomás - Szelestey László utca - Petőfi Sándor utca - Paragvári utca - Szent Imre herceg útja - Herény, Béke tér | - Herény, Béke tér - Szent Imre herceg útja - Paragvári utca - Petőfi Sándor utca - Király utca - Széll Kálmán utca - Vasútállomás - Szelestey László utca - Vörösmarty Mihály utca - Szent Márton utca - Thököly Imre utca - II. Rákóczi Ferenc utca - Szent Flórián körút - Károly Róbert utca - Szent Gellért utca - Rumi út - Szent István király utca - Bogáti út - Bogát, Szoc. Otthon |

## Megállói

### Herény, Béke tér felé

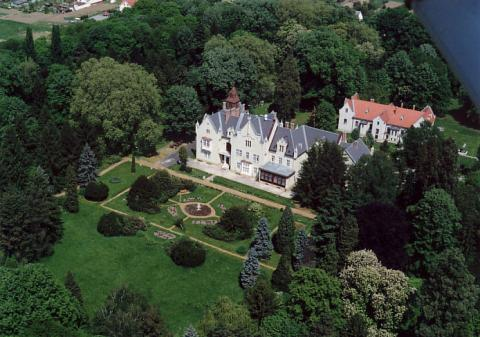
Bogáti kastély, az 1-es busz végállomása

| Megállóhely neve             | Menetidő | Menetidő | Átszállási lehetőségek                    | Fontosabb létesítmények |
| ---------------------------- | -------- | -------- | ----------------------------------------- | --- |
| Bogát, Szoc. Otthon          | 0        | 0        | 1U                                        | Bogáti Festetics kastély (Szociális Otthon), Bogáti focipálya                                                                                               |
| Bogát bejárati út            | 2        | 2        | -                                         | |
| Sport tér                    | 4        | 3        | -                                         | Sport tér |
| Izsó M. utca                 | 5        | 4        | -                                         | |
| Török I. utca                | 7        | 5        |                                           | Gyöngyöshermán vasútállomás |
| Komárom u.                   | 8        | 6        | -                                         | Gyöngyöshermáni temető |
| Bükkfa utca                  | 9        | 7        | -                                         | |
| Bendefy L. utca              | 11       | 8        |                                           | Szombathely-Szőlős vasútállomás |
| Csititó                      | 13       | 10       | -                                         | Művelődési Ház, Speidel Kft. |
| Rumi út 142.                 | 14       | 11       | -                                         | Nett-Pack |
| Szent Gellért utca           | 15       | 12       | -                                         | Rumi úti temető, Reguly Antal Általános Iskola |
| Kőrösi Cs. S. u.             | 16       | 13       | -                                         | Kőrösi Csoma Sándor utcai Óvoda, Dési Huber István Általános Iskola, Meseház Bölcsőde                                                                       |
| Károly Róbert u. 36.         | 17       | 14       | -                                         | |
| Waldorf iskola               | 18       | 15       | 2A, 2C, 6, 23, 29A, 29C                   | Apáczai Waldorf Általános Iskola, Fiatal Házasok Otthona, SAVARIA PLAZA                                                                                     |
| Szent Flórián krt. 33.       | 20       | 16       | 2A, 2C, 6, 29A, 29C                       | Gazdag Erzsi Óvoda |
| Rákóczi utcai iskola         | 22       | 18       | 6                                         | Zrínyi Ilona Általános Iskola Rákóczi utcai épülete, ÉGÁZ                                                                                                   |
| Batthyány tér                | 23       | 19       | 6                                         | Képtár, Iseum, Zsinagóga, Bartók terem, Zrínyi Ilona Általános Iskola, Horváth Boldizsár Szakközépiskola, Kanizsai Dorottya Gimnázium, Batthyány tér        |
| Városháza                    | 24       | 20       | 30Y, 6, 7, 8, 9, 26, 35                   | Városháza, Fő tér, Isis irodaház, Okmányiroda |
| Aluljáró (Thököly u.)        | 25       | 21       | 30Y, 6, 7, 9, 26, 35                      | Történelmi Témapark, Ferences templom |
| 56-osok tere (Széll K. u.)   | 27       | 23       | 2A, 30Y, 6, 26, 35                        | 56-osok tere, Vámhivatal, Földhivatal, Államkincstár, Gyermekotthon                                                                                         |
| Vasútállomás                 | 28       | 24       | 2A, 2C, 30Y, 5, 6, 7, 8, 26, 29A, 29C, 35 | Vasútállomás, Helyi autóbusz-állomás, Éhen Gyula tér |
| Szelestey L. u. 27.          | 30       | 26       | 1C, 1U, 5                                 | |
| Március 15. tér              | 31       | 27       | 1C, 1U, 5                                 | SZTK, Március 15. tér, Művelődési és Sportház |
| Berzsenyi Könyvtár           | 33       | 29       | 1C, 1U, 5                                 | Berzsenyi Dániel Könyvtár, Petőfi Üzletház, A 14 emeletes épület, Domonkos rendház, Nemzeti Adó- és Vámhivatal, Tüdőszűrő, Paragvári utcai Általános Iskola |
| Paragvári utcai Ált. Isk.    | 35       | 30       | -                                         | Paragvári utcai Általános Iskola, Deák Ferenc utcai rendelő                                                                                                 |
| Dr. István Lajos krt.        | 36       | 31       | -                                         | Markusovszky Kórház, Nővér szálló, Vérellátó |
| Művészeti Gimn. (Paragv. u.) | 38       | 33       | 2A, 2C, 9, 29A, 29C                       | Művészeti Gimnázium |
| Szófia utca                  | 39       | 34       | -                                         | Gothard Jenő Általános Iskola, Benczúr Gyula utcai Óvoda |
| Szt. Imre h. út 59.          | 40       | 35       | -                                         | Kámoni templom |
| Arborétum                    | 41       | 36       | -                                         | Arborétum |
| Senyefai u.                  | 42       | 37       | -                                         | |
| Tulipán utca                 | 43       | 38       | -                                         | Hóvirág utcai temető |
| Herény, Béke tér             | 45       | 40       | -                                         | Herényi templom, Béke tér, Gothard-kastély |

### Bogát, Szoc. Otthon felé
| Megállóhely neve                | Menetidő | Menetidő | Átszállási lehetőségek                    | Fontosabb létesítmények |
| ------------------------------- | -------- | -------- | ----------------------------------------- | --- |
| Herény, Béke tér                | 0        | 0        | -                                         | Herényi templom, Béke tér, Gothard-kastély |
| Tulipán utca                    | 1        | 1        | -                                         | Hóvirág utcai temető |
| Senyefai u.                     | 3        | 2        | -                                         | |
| Arborétum                       | 4        | 3        | -                                         | Arborétum |
| Szt. Imre h. út 59.             | 5        | 4        | -                                         | Kámoni templom |
| Szófia utca                     | 6        | 5        | -                                         | Gothard Jenő Általános Iskola, Benczúr Gyula utcai Óvoda |
| Művészeti Gimn. (Paragv. u.)    | 8        | 6        | 2A, 2C, 9, 29A, 29C                       | Művészeti Gimnázium |
| Dr. István Lajos krt.           | 10       | 8        | -                                         | Markusovszky Kórház, Nővér szálló, Vérellátó |
| Paragvári utcai Ált. Isk.       | 11       | 9        | -                                         | Paragvári utcai Általános Iskola, Deák Ferenc utcai rendelő                                                                                                 |
| Berzsenyi Könyvtár              | 12       | 10       | 5                                         | Berzsenyi Dániel Könyvtár, Petőfi Üzletház, A 14 emeletes épület, Domonkos rendház, Nemzeti Adó- és Vámhivatal, Tüdőszűrő, Paragvári utcai Általános Iskola |
| Savaria Nagyszálló              | 14       | 12       | 5                                         | MÁV Zrt. Területi Igazgatóság, Savaria Nagyszálló, Mártírok tere, Savaria Mozi                                                                              |
| 56-osok tere (Széll K. u.)      | 16       | 14       | 2A, 30Y, 5, 6, 29A, 35                    | 56-osok tere, Vámhivatal, Földhivatal, Államkincstár, Gyermekotthon                                                                                         |
| Vasútállomás                    | 17       | 15       | 2A, 2C, 30Y, 5, 6, 7, 8, 26, 29A, 29C, 35 | Vasútállomás, Helyi autóbusz-állomás, Éhen Gyula tér |
| 56-osok tere (Vörösm. u.)       | 19       | 17       | 2C, 30Y, 6, 7, 8, 26, 29C, 35             | 56-osok tere, Vámhivatal, Földhivatal, Államkincstár, Gyermekotthon                                                                                         |
| Aluljáró (Szt. M. u.)           | 21       | 19       | 30Y, 6, 7, 8, 26, 35                      | Borostyánkő áruház, Piac, Vízügyi Igazgatóság |
| Városháza                       | 23       | 20       | 30Y, 6, 7, 8, 9, 26, 35                   | Városháza, Fő tér, Isis irodaház, Okmányiroda |
| Batthyány tér                   | 24       | 21       | 6                                         | Képtár, Iseum, Zsinagóga, Bartók terem, Zrínyi Ilona Általános Iskola, Horváth Boldizsár Szakközépiskola, Kanizsai Dorottya Gimnázium, Batthyány tér        |
| Rákóczi utcai iskola            | 25       | 22       | 6                                         | Zrínyi Ilona Általános Iskola Rákóczi utcai épülete, ÉGÁZ                                                                                                   |
| Szent Flórián krt. 33.          | 27       | 24       | 2A, 2C, 6, 29A, 29C                       | Gazdag Erzsi Óvoda |
| Waldorf iskola                  | 29       | 26       | 6, 23                                     | Apáczai Waldorf Általános Iskola, Fiatal Házasok Otthona, SAVARIA PLAZA                                                                                     |
| Károly Róbert u. 36.            | 31       | 27       | -                                         | |
| Kőrösi Cs. S. u.                | 32       | 28       | -                                         | Kőrösi Csoma Sándor utcai Óvoda, Dési Huber István Általános Iskola, Meseház Bölcsőde                                                                       |
| Szent Gellért utca              | 33       | 29       | -                                         | Rumi úti temető, Reguly Antal Általános Iskola |
| Rumi út 142.                    | 34       | 30       | -                                         | Nett-Pack |
| Csititó                         | 35       | 31       | -                                         | Művelődési Ház, Speidel Kft. |
| Bendefy L. utca                 | 37       | 33       | 21                                        | Szombathely-Szőlős vasútállomás |
| Szt. István kir. u. 7.          | 39       | 34       |                                           | Szombathely-Szőlős vasútállomás |
| Harangláb                       | 40       | 35       | -                                         | Harangláb |
| Győzelem utca                   | 42       | 37       | -                                         | Szent István lakópark, Szegedy-kastély, Játéksziget Óvoda                                                                                                   |
| Szentkirály, autóbusz-váróterem | 43       | 38       | -                                         | Szentkirály templom, Szentkirályi temető |
| Bogáti út 10.                   | 44       | 39       | -                                         | |
| Bogát, Szoc. Otthon             | 45       | 40       | -                                         | Bogáti Festetics kastély (Szociális Otthon), Bogáti focipálya                                                                                               |

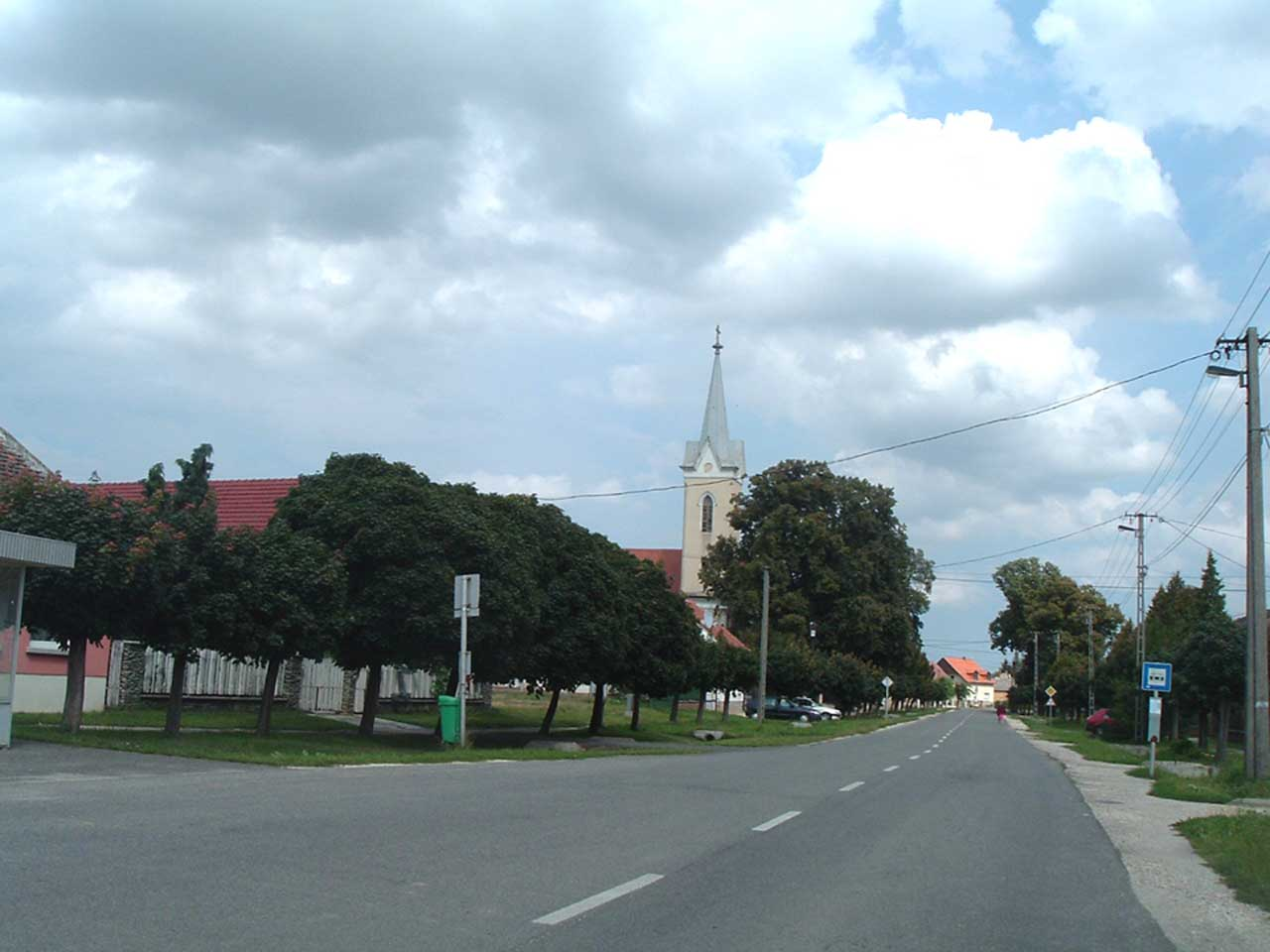
Szentkirály, autóbusz-váróterem, háttérben a Szentkirály templom

Tanszüneti munkanapokon a második (jobb oldali) menetidő oszlopban található dőlt, vastag számokkal nyomtatott menetidő érvényes!

## Megállónév változás
- Waldorf iskola: 2012. március előtt Fiatal Házasok Otthona
- Március 15. tér: 2012. március előtt SZTK (Szelestey u.)
- Arborétum: 2012. július előtt Szt. Imre h. út 93.
- Senyefai u.: 2012. július előtt Arborétum
- Savaria Nagyszálló: 2013. szeptember előtt MÁV Zrt. Ter. Igazg.
- Károly Róbert u. 36.: 2013. szeptember előtt Károly Róbert u. 38.
- Dr. István Lajos krt.: 2015. július előtt Horváth B. krt.

## Cikkek
- Eltűnt az Arborétum? - Turistabolondítás a buszon
- Megnyirbálják a Volán szombathelyi menetrendjét?
- Március 1. a szombathelyi buszközlekedés gyásznapja